# Масия, Франсеск
Франсеск Масия и Льюса (кат. и исп. Francesc Macià [frənˈsɛsk məsiˈa]; 21 сентября 1859, Виланова и ла-Желтру, Гарраф — 25 декабря 1933, Барселона, Испания) — испанский и каталонский государственный, политический и военный деятель. 122-й председатель правительства Каталонии и 3-й президент Каталонской республики.

## Биография
Служил в армии до 1905 года.
В 1922 основал независимую партию Эстат Катала. В 1926 пытался поднять восстание против диктатуры Мигеля Примо де Риверы. После выборов 1931 года, на которых его Левая республиканская партия Каталонии получила большинство, Масия провозгласил независимость Каталонской республики, однако вскоре был вынужден удовлетвориться частичной автономией в составе новообразованной Испанской республики. Был президентом Правительства Каталонии с 1932 до своей смерти в 1933 году. Похоронен на Монжуикском кладбище (кат. Cementiri de Montjuïc) в Барселоне. Его смерть вызвала массовую демонстрацию.

## Документация
В Национальном архиве Каталонии сохраняется часть его личной коллекции, состоящей из рисунков, где президент путешествует по Каталонии, и семейных снимков. Они представляют собой хранилище миссис Терезы Пейра и MACI. Фонд содержит документы, сформированные и полученные Франсеском Macией, личные и семейные документы, переписку с периодом до 2-й Республики (до апреля 1931 года) и документы, подготовленные в первую очередь с точки зрения его политической деятельности. Фонд объединяет документы, касающиеся его поведения, прежде чем он был назначен президентом провинции Каталония (1907—1931): как члена парламента (выступления, прокламации и сообщения о конференциях) каталонского государства (организация, отчеты, прокламации, вызовы, публикации и т. д.), каталонской армии (Устав, Правила, отображения информации и географические пути) и относительно соответствующего периода в Директории генерала Примо де Риверы.